# Vorsorgeprinzip
Das Vorsorgeprinzip ist ein zentrales Prinzip der Umwelt-, Verbraucherschutz- und Gesundheitspolitik vieler Industriestaaten. In Weiterentwicklung dieser Politiken hat es ab den 1970er Jahren Einzug in die entsprechenden Rechtsbereiche vieler Nationen und verschiedener supranationaler Gesetzgebungskörperschaften gehalten.
Es steht „für den Wechsel von einer vorwiegend repressiv-reagierenden zu einer präventiv-antizipierenden Umweltpolitik“. Aufgrund dieses antizipativen Moments ist es im Umfeld der Risiko- bzw. Gefahrenvorsorge (→ Risikomanagement) angesiedelt. Ziel aller auf dem Vorsorgeprinzip beruhenden Politiken und Rechtsnormen ist die Vermeidung solcher Schäden für den Menschen und/oder seine Umwelt, die als so gravierend empfunden werden, dass ihre Realisierung nicht erst abgewartet werden, sondern ihr vorbeugend begegnet werden soll. Es geht um „Schäden für Mensch und Umwelt, die über die zeitlich und räumlich begrenzten Schäden der ersten Industrialisierungsphase weit hinausreichen“. Ihre Vermeidung wird auch unter dem Aspekt der Generationengerechtigkeit angestrebt.
Demgegenüber verlangt das Nachsorgeprinzip (auch „Risikoprinzip“ oder „Wissenschaftsprinzip“), dass die Realisierung aller Schäden abzuwarten ist und Rechtsvorschriften zu ihrer Vermeidung, z. B. das Verbot einer Chemikalie, erst dann erlassen werden, wenn nach Aufklärung aller wissenschaftlichen Zusammenhänge zweifelsfrei erwiesen ist, dass diese Chemikalie die Ursache für den eingetretenen Schaden war.

## Hintergrund
Zu diesem Wechsel von einer repressiv-reagierenden zu einer eher präventiv-antizipierenden Umweltpolitik kam es unter dem Eindruck vieler technischer Entwicklungen, die im Laufe der Zeit besonders schwerwiegende und weitreichende Schäden für Mensch und Umwelt offenbarten. Zu diesen Entwicklungen zählen u. a.
- die sich bereits ab dem Ende des 19. Jahrhunderts ausbreitenden Gesundheitsgefährdungen durch Asbest,
- die weiträumigen Vergiftungen von Mensch und Umwelt durch verbleite Kraftstoffe ab den 1920er Jahren,
- der Abbau der Ozonschicht durch verschiedene Chemikalien, die in den 1920er Jahren erste Lebensmittelkühlketten und die Klimatisierung von Gebäuden ermöglichten,
- die weltweiten Folgen der weiträumigen Ausbringung des Insektizids DDT ab den 1940er Jahren,
- die Ausbreitung der Minamata-Krankheit in den 1950er Jahren,
- die Contergan-Tragödie in den 1960er Jahren,
- die noch kaum durchschauten Auswirkungen des Einsatzes von Antibiotika und Hormonen als Wachstumsförderer in der Lebensmittelproduktion.

Allen diesen Fällen ist gemeinsam, dass bereits in einem frühen Stadium konkrete Anhaltspunkte für die jeweilige Gefahr von Mensch und/oder Umwelt vorhanden waren, diese Gefahren sich dann aber weiter realisierten, während die jeweils Beteiligten Jahre, Jahrzehnte, oder gar mehr als einhundert Jahre lang, darüber stritten, was angesichts dieser Gefahren zu tun war, bzw. ob überhaupt eine Notwendigkeit zum Handeln bestand. Allen diesen Fällen war ferner gemeinsam, dass „[n]icht erst der spektakuläre Unfall, [sondern] bereits die „störungsfreie“ Produktion und der massenhafte Verbrauch von Chemikalien [...] eine allgegenwärtige Bedrohung dar[stellten]“.

## Entstehung
Angesichts dieser Entwicklungen und eines zunehmenden öffentlichen Interesses an Umweltfragen, sahen sich Politiker und Gesetzgeber verschiedener Länder dazu veranlasst, erste Vorläufer eines Vorsorgeprinzips zu entwickeln. Einen ersten wesentlichen Schritt machte die deutsche Bundesregierung 1969 unter Willy Brandt. Als erste deutsche, aber auch als erste europäische Regierung, wies sie „den Umweltproblemen das erste Mal ein[en] Platz in der Skala vorrangiger Regierungsaufgaben [zu]“. In ihrem Sofortprogramm für den Umweltschutz vom 16. September 1970, das einen Maßnahmenkatalog gegen die Luftverschmutzung durch Autoabgase, gegen Insektizide und Gewässerverunreinigungen enthielt, ließ sie bereits erkennen, dass sich wichtige Bereiche der Umweltpolitik zukünftig nicht mehr am „alten Verhaltensmuster“ orientieren würden, das nur „dann reagiert, wenn Unzulänglichkeiten unerträglich wurden“. In ihrem ersten Umweltprogramm, dem ersten Umweltprogramm einer deutschen Bundesregierung überhaupt, führte der damalige Bundesinnenminister den Vorsorgegedanken wie folgt aus:

„Umweltschutz darf nicht nur auf bereits eingetretene Schäden reagieren, sondern muß durch Vorsorge und Planung verhindern, daß in Zukunft Schäden überhaupt entstehen. Dieses Programm schafft neue Instrumente, um rechtzeitig mögliche Umweltbelastungen erkennen und abbauen zu können. […] Das Programm wird nicht alle Fragen sofort beantworten können. Die Versäumnisse der letzten hundert Jahre können nicht von heute auf morgen aufgeholt werden. Die jetzt vorliegenden oder angestrebten Rechtsgrundlagen schaffen den Rahmen für gemeinsames Handeln.“

Seit den 1980er Jahren findet das Vorsorgeprinzip zunehmend Eingang in die internationale Umweltpolitik. So wurde es in der von der UN-Generalversammlung beschlossenen Weltcharta für die Natur (Erd-Charta) von 1982 aufgenommen. Das Umweltschutzgesetz der Schweiz nennt es im Zweckartikel: „Im Sinne der Vorsorge sind Einwirkungen, die schädlich oder lästig werden könnten, frühzeitig zu begrenzen.“ Ebenso ist es im Vertrag zur Gründung der Europäischen Gemeinschaft von 1992 sowie in der Rio-Deklaration zu Umwelt und Entwicklung (Agenda 21) von 1992 enthalten. Das Vorsorgeprinzip findet sich in Art. 191 AEUV und wurde durch den Vertrag von Maastricht in das Europarecht eingefügt.
Die Erklärung der Konferenz der Vereinten Nationen über Umwelt und Entwicklung (UNCED) 1992 in Rio de Janeiro konkretisiert das Vorsorgeprinzip in Kapitel 35 Absatz 3 der Agenda 21:

„Angesichts der Gefahr irreversibler Umweltschäden soll ein Mangel an vollständiger wissenschaftlicher Gewißheit nicht als Entschuldigung dafür dienen, Maßnahmen hinauszuzögern, die in sich selbst gerechtfertigt sind. Bei Maßnahmen, die sich auf komplexe Systeme beziehen, die noch nicht voll verstanden worden sind und bei denen die Folgewirkungen von Störungen noch nicht vorausgesagt werden können, könnte der Vorsorgeansatz als Ausgangsbasis dienen.“

Das Vorsorgeprinzip zielt darauf ab, trotz fehlender Gewissheit bezüglich Art, Ausmaß oder Eintrittswahrscheinlichkeit von möglichen Schadensfällen vorbeugend zu handeln, um diese Schäden von vornherein zu vermeiden. Oder, um es in den Worten des Philosophen Hans Jonas zu sagen:

„Der schlechten Prognose den Vorrang zu geben gegenüber der guten, ist verantwortungsbewußtes Handeln im Hinblick auf zukünftige Generationen.“

## Besondere Ausprägung im Stoffrecht
Sehr häufig war die Nichtbeachtung frühzeitig bekannter Anhaltspunkte für Gefahren im Umfeld von Chemikalien zu beobachten. Da auch diese Ignoranz, vor allem seit Rachel Carsons Silent Spring, als eine Art gesellschaftliches Gift angesehen wurde, war in den USA ab den 1990er Jahren vom Phänomem der Toxic Ignorance die Rede. Unter diesem Schlagwort wurde zunehmend bemängelt, dass dort kaum etwas über die Auswirkungen von Chemikalien bekannt war, selbst wenn sie in großen Mengen vermarktet wurden. Vor diesem besonderen Hintergrund entwickelte sich das Vorsorgeprinzip, in vielerlei unterschiedlichen Abstufungen, zu einer der tragenden Säulen des modernen Chemikalienrechts. Das europäische Chemikalienrecht in Gestalt der REACH-Verordnung basiert daher auf dem „Grundsatz der Vorsorge“. In Art. 1 (Ziel und Geltungsbereich) der Verordnung heißt es:

„Diese Verordnung beruht auf dem Grundsatz, dass Hersteller, Importeure und nachgeschaltete Anwender sicherstellen müssen, dass sie Stoffe herstellen, in Verkehr bringen und verwenden, die die menschliche Gesundheit oder die Umwelt nicht nachteilig beeinflussen. Ihren Bestimmungen liegt das Vorsorgeprinzip zugrunde.“

## Grundsätze für die Anwendung des Vorsorgeprinzips
Durch das Vorsorgeprinzip ermächtigt, darf die Rechtsanwendung handeln, obwohl nicht sicher ist, dass die Handlung dem Schutzgut dient. Jede auf ihm basierende Entscheidung ist dabei trotz der unvollständigzureichenden Wissensbasis endgültig und nicht bloß vorläufig.
Zwar existiert keine allgemein verbindliche Definition des Vorsorgeprinzips. Für die europäische Gemeinschaftspolitik und die auf ihr beruhenden Politiken der Mitgliedsstaaten gibt jedoch die Mitteilung der Europäischen Kommission zur Anwendbarkeit des Vorsorgeprinzips einen gemeinsamen Rahmen vor, der mit den politischen Diskussionen auf der internationalen Ebene in Übereinstimmung ist.
Dort wurden zur Anwendung des Vorsorgeprinzips drei Grundsätze formuliert:
1. Die Anwendung des Prinzips sollte auf einer möglichst umfassenden wissenschaftlichen Bewertung beruhen, in der auch das Ausmaß der wissenschaftlichen Unsicherheit ermittelt wird
2. Vor jeder Entscheidung für oder gegen eine Tätigkeit sollten die Risiken und die möglichen Folgen einer Untätigkeit bewertet werden
3. Sobald die Ergebnisse der wissenschaftlichen Bewertung und/oder der Risikobewertung vorliegen, sollten alle Betroffenen in die Untersuchung der verschiedenen Risikomanagement-Optionen einbezogen werden.

## Kritik
Die einfachste Kritik am Vorsorgeprinzip verweist darauf, dass die Ressourcen beschränkt sind und es somit nicht möglich ist, gegen alle potentiellen Risiken Maßnahmen zu ergreifen, da diese im Allgemeinen mit Kosten verbunden sind. Ferner wird oft angeführt, dass viele wichtige Technologien, die den Menschen ein angenehmeres oder gesünderes Leben ermöglichen, sich nicht etabliert hätten, wenn sie dem Vorsorgeprinzip unterworfen gewesen wären (wie z. B. Antibiotika oder Autos). Der US-amerikanische Rechtswissenschaftler und Ökonom Cass Sunstein differenziert zwischen den verschiedenen Formulierungen des Vorsorgeprinzips. Während es Versionen gibt, „gegen die keine vernünftige Person etwas einwenden könnte“, wendet er sich gegen zu starke bzw. enge Formulierungen des Prinzips. Er argumentiert, dass das Vorsorgeprinzip in einer engen Formulierung bzw. Auslegung gar nicht mehr als Entscheidungsbasis für regulatorisches Handeln dienen kann, da jede mögliche Handlungsoption Risiken nach sich zieht und das Vorsorgeprinzip in einer engen Auslegung somit alle Optionen ausschließen würde. Nach Sunstein hat sich gezeigt, „dass das Vorsorgeprinzip in seiner engsten Form inkohärent ist und dass es klar identifizierbare Eigenschaften des menschlichen Denkens gibt, die ihm fälschlicherweise den Anschein verleihen, Orientierung zu bieten.“ In der Sicherheitspolitik ist die Anwendung des Vorsorgeprinzips besonders problematisch, da eine überzogene Risikowahrnehmung in der Öffentlichkeit (z. B. nach Terroranschlägen) zu einer übermäßigen und unverhältnismäßigen Einschränkung von Bürgerrechten führen kann.

## Verhandlungen über Freihandelsabkommen
Diese Regelung steht im Widerspruch zu dem in den Vereinigten Staaten und Kanada geltenden Wissenschaftsprinzip und ist daher ein Diskussionspunkt in den Geheimverhandlungen zum geplanten Transatlantischen Freihandelsabkommen (TTIP) und dem Comprehensive Economic and Trade Agreement (CETA).